# Säwes
Säwes var ett dansband från Sverige. Bandet blev välkänt under mitten och slutet av 1970-talet, med låtar som Paloma Blanca, En hägring, En liten fågel och RFSU (YMCA).

## Historik
Bandet bildades 1973 som Sewes av musiker från olika band i  Vänersborg . För att undvika förväxling med ett annat band ändrade man ganska snart stavning till Säwes. Bandets ursprungliga medlemmar var Lars "Lasse" Sewerinsson (gitarr & sång), Per-Arne Albertsson (bas & sång), Hasse Klint (sång, piano & moog), samt Christer Pettersson (trummor & sång).
1975 slutade Hasse Klint och ersattes av Hans-Erik Svanström (gitarr & saxofon), samt Ulf Forsmark (sång, orgel & stråkmaskin). 1976 tillkom Tillbjörn Persson (orgel, moog & sång), som tidigare hade varit med i gruppen Cool Candys.
Lars Sewerinsson ersattes 1978 av Benny Andersson, 1981 tillkom Lars Håman på klaviatur, gitarr och sång och Ulf Källvik ersatte Ulf Forsmark.
Singeln Ge & Ta släpps 1982 med Ulf Källvik som sångare.
1984 bestod Säwes av Jonny Wendelnäs (sång), Tillbjörn Persson (keyboards, saxofoner), Benny Andersson (gitarrer), Per-Arne Albertsson (bas & dragspel) och Bo Dahlenborg (trummor).
Ulf Forsmark återkom 1985 under en period och stannade till 1987.
1985 gav de ut albumet Hallå igen!
1987 bestod Säwes av Per-Arne Albertsson, Tillbjörn Persson, Bo Dahlenborg, Paul Sahlin (Paul Paljett), Håkan Stahre samt Benny Andersson. Albumet "Säwes & Paul Sahlin" gavs ut samma år.
Säwes bestod 1992 av: Bo Dahlenborg, Håkan Stahre, Tillbjörn Persson, Stefan Borg och Kjell Malmborg. 
1992 till 1995 bestod "Säwes" av Bo Dahlenborg, Stefan Borg, Mats Lindgren (klaviatur/sång), Peter Lindgren (Sång/gitarr) och Håkan Norling (saxar/klav/gitarr/bas mm.) Därefter insomnade Säwes. Bo och Stefan spelade vidare i Göran Lindbergs orkester.

## Diskografi

### Album
- Dansa på 1 (1974)
- Dansa på 2 - Paloma Blanca (1975)
- Dansa på 3 - Let Your Love Flow (1976)
- Dansa på 4 - Yes Sir, I Can Boogie (1977)
- Dansa på 5 - RFSU (1979)
- Ska Det Va'... Så Ska Det Va' Ordentligt  (1983)
- Hallå igen (1985)
- Luffarpojken (Paul Sahlin & Säwes (1987))

## Melodier på Svensktoppen
- Nina fina ballerina - 1974
- En hägring - 1977
- SOS jag behöver dig - 1978
- Skateboard - 1978
- RFSU (YMCA) - 1979
- Luffarpojken - 1987 (med Paul Sahlin)